# Кермесы
Кермесы (лат. Kermesidae) — семейство полужесткокрылых из надсемейства червецов. В семействе описано 90 видов, из которых 12 можно встретить в Европе. Часто этих насекомых можно встретить на дубах (Quercus).

## Описание
Анальное кольцо без щетинок и пор. Тело почковидное или шаровидное, сильно слеритизовано. Кермесами питаются долгоносики рода Anthribus.

## Классификация
В составе семейства:
- Allokermes
- Eriokermes
- Fulbrightia
- Kermes
- Nanokermes
- Nidularia
- Olliffiella
- Physeriococcus
- Reynvaania
- Sucinikermes